# Сеуканд, Александр Юрьевич
Александр Юрьевич Сеуканд (укр. Олександр Юрійович Сеуканд; родился 6 декабря 1950, Москва, СССР) — советский и украинский хоккеист, тренер. Заслуженный работник физической культуры и спорта Украины (2008).

## Биография

### Карьера хоккеиста
В качестве хоккеиста выступал за «Крылья Советов» (Москва), «Сокол» (Киев) и Машиностроитель (Киев). В высшей лиге за четыре сезона провёл 63 матча.

### Тренерская карьера
С 1994 по 2011 год тренировал ХК «Сокол» (Киев). Во главе с Александром Сеукандом клуб выступал в Межнациональной хоккейной лиге.
В 1999 году стал старшим тренером сборной Украины. Сеуканд помогал Анатолию Богданову на Чемпионатах мира и на Олимпийские игры 2002 года. В 2003 году самостоятельно возглавил сборную Украины. Под его руководством украинская команда 4 года играла на чемпионате мира в группе «А», однако затем они вылетели из класса сильнейших. Пропустив сезон 2007/2008, вновь возглавил национальную сборную в 2008 году. Однако, вновь спустя год был отправлен в отставку.
В начале сезона 2011/2012 годов он несколько месяцев (до октября) руководил российским хоккейным клубом «Капитан» (Ступино).
В 2012 году Александр Секуанд был назначен главным тренером ХК «Компаньон-Нафтогаз» (Киев). С этим коллективом выиграл золотые медали чемпионата Украины 2014 года.
28 октября 2016 года назначен главным тренером киевского клуба «Джэнералз».